# Summer Festival 2025
La decima edizione del Summer Festival (denominata 105 Summer Festival) si è svolta dal 6 giugno al 4 luglio 2025 per cinque date a Baia Domizia, Venezia, Genova, Golfo Aranci e Comacchio con la conduzione di Mariasole Pollio e Daniele Battaglia.

## Novità
Il programma è tornato nell'estate 2025 con la conduzione di Mariasole Pollio e Daniele Battaglia e ha avuto luogo in cinque piazze diverse, ciascuna per ogni puntata (una in più rispetto alle precedenti edizioni): Arena dei Pini a Baia Domizia, Parco San Giuliano a Venezia, Piazza della Vittoria a Genova, Piazza Francesco Cossiga a Golfo Aranci e Porto Garibaldi a Comacchio. Allo stesso modo delle scorse edizioni, la manifestazione è seguita in diretta sia da Radio 105 che dall'emittente televisiva Radio 105 TV.

## Cast
| Artista                              | Brani | Puntate | Puntate | Puntate | Puntate | Puntate |
| Artista                              | Brani | 1       | 2       | 3       | 4       | 5       |
| ------------------------------------ | --- | ------- | ------- | ------- | ------- | ------- |
| Achille Lauro                        | Amore disperato, Amor, Incoscienti giovani                                                                                 | N.D.    |         | N.D.    | N.D.    | N.D.    |
| AKA 7even                            | Non x soldi, Ragione e follia, Mi manchi, Loca                                                                             | N.D.    | N.D.    | N.D.    | N.D.    |         |
| Alessandra Amoroso                   | Serenata (con Serena Brancale), Cose stupide, Io non sarei                                                                 | N.D.    | N.D.    | N.D.    | N.D.    |         |
| Alessandro                           | Non vale | N.D.    | N.D.    | N.D.    | N.D.    |         |
| Alfa                                 | A me mi piace, Bellissimissima, Vabbè ciao, Il filo rosso                                                                  |         | N.D.    | N.D.    | N.D.    | N.D.    |
| Anna                                 | Tt le girlz, 30°C, Hello Kitty, Désolée                                                                                    | N.D.    |         | N.D.    | N.D.    | N.D.    |
| Annalisa                             | Sinceramente, Bellissima, Maschio                                                                                          | N.D.    | N.D.    |         | N.D.    | N.D.    |
| Artie 5ive                           | Sogno americano, La bellavita, Pietà, Bambola                                                                              | N.D.    |         | N.D.    | N.D.    | N.D.    |
| Baby K                               | Follia mediterranea, Roma-Bangkok, Da zero a cento, Voglio ballare con te                                                  | N.D.    | N.D.    | N.D.    |         | N.D.    |
| Benji & Fede                         | Stupido me, stupida te, Dove e quando, Estate punk                                                                         |         | N.D.    | N.D.    | N.D.    |         |
| Berna                                | Dimmi dimmi, Baraonda, Briciole                                                                                            |         | N.D.    | N.D.    | N.D.    | N.D.    |
| BigMama                              | Bubble gum, La rabbia non ti basta, San Junipero                                                                           | N.D.    | N.D.    | N.D.    |         | N.D.    |
| Blanco                               | Piangere a 90, Maledetta rabbia                                                                                            | N.D.    | N.D.    | N.D.    | N.D.    |         |
| Bnkr44                               | Capolavoro, Luna rossa, Ma che idea                                                                                        | N.D.    |         | N.D.    | N.D.    | N.D.    |
| Boomdabash                           | Una stupida scusa |         | N.D.    | N.D.    | N.D.    | N.D.    |
| Boro                                 | MTP, A casa (con CoCo), Lento                                                                                              | N.D.    | N.D.    | N.D.    |         |         |
| Bresh                                | Umore marea, La tana del granchio, Guasto d'amore                                                                          | N.D.    |         | N.D.    | N.D.    | N.D.    |
| Capo Plaza                           | Giovane fuoriclasse, Lo so che, Capri Sun                                                                                  | N.D.    | N.D.    | N.D.    | N.D.    |         |
| Carl Brave                           | Morto a galla, Flash, Perfect (con Sarah Toscano)                                                                          | N.D.    |         | N.D.    | N.D.    | N.D.    |
| Chiello                              | Amore mio, Pirati, Amici stretti                                                                                           | N.D.    | N.D.    | N.D.    |         | N.D.    |
| Cioffi                               | Bogotà, Ex, Ragazzi lì |         | N.D.    |         |         |         |
| Clara                                | Febbre, Nero gotico, Scelte stupide (con Fedez)                                                                            | N.D.    | N.D.    | N.D.    |         | N.D.    |
| CoCo                                 | MTP, A casa (con Boro) | N.D.    | N.D.    | N.D.    |         | N.D.    |
| Coma Cose                            | Malavita, Posti vuoti, La gelosia, Cuoricini                                                                               | N.D.    | N.D.    | N.D.    |         | N.D.    |
| Cristiano Malgioglio                 | Alè alè, Mi sono innamorato di tuo marito,Fernando,Rosa tormento                                                           | N.D.    | N.D.    | N.D.    | N.D.    |         |
| Damante                              | DJ set |         | N.D.    | N.D.    | N.D.    | N.D.    |
| Dani Faiv                            | Red Flag (con Fabio Rovazzi e Paola Iezzi), GTA VI                                                                         |         |         |         | N.D.    | N.D.    |
| Dargen D'Amico                       | Nullatenente, Centri commerciali                                                                                           | N.D.    | N.D.    | N.D.    |         | N.D.    |
| Denny Lahone                         | Resort (con Francesco Baccini)                                                                                             | N.D.    | N.D.    | N.D.    | N.D.    |         |
| Elodie                               | Black Nirvana, Tribale, Due, Bagno a mezzanotte                                                                            | N.D.    | N.D.    | N.D.    | N.D.    |         |
| El Ma                                | Give it to me, Beats again                                                                                                 |         | N.D.    |         |         |         |
| Emis Killa                           | Serio, Sexy shop, In auto alle 6:00, Fuoco e benzina, Maracanã, Rollercoaster, Parole di ghiaccio                          | N.D.    | N.D.    | N.D.    |         | N.D.    |
| Enula                                | Con(torta) |         | N.D.    | N.D.    | N.D.    | N.D.    |
| Fabio Rovazzi                        | Red Flag (con Paola Iezzi e Dani Faiv), Faccio quello che voglio, Volare, Andiamo a comandare, Cabaret (con Orietta Berti) |         |         |         | N.D.    | N.D.    |
| Federica Abbate                      | Tilt, Niente canzoni d'amore                                                                                               | N.D.    | N.D.    | N.D.    |         | N.D.    |
| Fedez                                | Scelte stupide (con Clara), Battito, Senza pagare                                                                          | N.D.    | N.D.    | N.D.    |         | N.D.    |
| Follya                               | Don't Cry, Numero uno | N.D.    | N.D.    |         | N.D.    | N.D.    |
| Francesca Michielin                  | Francesca, Battito di ciglia, Vulcano                                                                                      | N.D.    |         | N.D.    | N.D.    | N.D.    |
| Francesco Baccini                    | Resort (con Denny Lahone)                                                                                                  | N.D.    | N.D.    | N.D.    | N.D.    |         |
| Francesco Gabbani                    | Così come mi viene, L'abitudine, Viva la vita, Occidentali's Karma                                                         | N.D.    | N.D.    |         | N.D.    | N.D.    |
| Fred De Palma                        | Extasi, Una volta ancora, Barrio lambada, Sexy rave                                                                        |         | N.D.    |         | N.D.    | N.D.    |
| Gabry Ponte                          | Brokenhearted, Tutta l'Italia                                                                                              | N.D.    | N.D.    | N.D.    | N.D.    |         |
| Gaia                                 | Dea saffica, Cicatrice, Sesso e samba, Chiamo io chiami tu                                                                 | N.D.    |         | N.D.    | N.D.    | N.D.    |
| Gemelli DiVersi                      | Medley Dammi solo un minuto, Mary, Fotoricordo Impossibile                                                                 |         | N.D.    |         |         | N.D.    |
| Grelmos                              | Boulevard, Calda |         | N.D.    |         |         |         |
| I Desideri                           | Made in Napoli, Chiamami ora, Assieme                                                                                      |         | N.D.    |         | N.D.    | N.D.    |
| Il Tre                               | Cani randagi, Fragili |         | N.D.    | N.D.    | N.D.    | N.D.    |
| Irama                                | Lentamente, Mediterranea, Nera                                                                                             | N.D.    | N.D.    | N.D.    |         | N.D.    |
| Kaput                                | Male d'amore, Provinciale                                                                                                  |         | N.D.    |         | N.D.    |         |
| LDA                                  | Shalla, Attimo eterno | N.D.    | N.D.    | N.D.    |         | N.D.    |
| Leo Gassmann                         | Free drink, E poi sei arrivata tu                                                                                          | N.D.    |         | N.D.    |         | N.D.    |
| Ludwig                               | Bollente (con Sabrina Salerno)                                                                                             | N.D.    |         | N.D.    | N.D.    | N.D.    |
| Mamacita                             | Medley |         | N.D.    | N.D.    | N.D.    | N.D.    |
| Marco Carta                          | Solo fantasia, La forza mia                                                                                                | N.D.    | N.D.    | N.D.    |         | N.D.    |
| Michele Bravi                        | Popolare (con Mida), Solo per un po'                                                                                       | N.D.    | N.D.    | N.D.    |         | N.D.    |
| Mida                                 | Rossofuoco, L'antidoto, Morire x te, Popolare (con Michele Bravi)                                                          | N.D.    | N.D.    |         |         | N.D.    |
| Mondo Marcio                         | Col fuoco negli occhi, Credo                                                                                               | N.D.    | N.D.    |         | N.D.    | N.D.    |
| Napoleone                            | Anna è tornata, Jolie |         | N.D.    | N.D.    |         | N.D.    |
| Noemi                                | Non sono io, Se t'innamori muori, Vuoto a perdere                                                                          | N.D.    |         | N.D.    | N.D.    | N.D.    |
| Olly                                 | Devastante, Scarabocchi, Depresso fortunato, Balorda nostalgia                                                             | N.D.    |         | N.D.    | N.D.    | N.D.    |
| Orietta Berti                        | Cabaret (con Fabio Rovazzi)                                                                                                | N.D.    | N.D.    |         | N.D.    | N.D.    |
| Paola Iezzi                          | Red Flag (con Fabio Rovazzi e Dani Faiv), Club astronave                                                                   | N.D.    |         |         | N.D.    | N.D.    |
| Patty Pravo                          | Medley: Pazza idea, E dimmi che non vuoi morire                                                                            | N.D.    |         | N.D.    | N.D.    | N.D.    |
| Petit                                | Mammamì, Mezzanotte, Vivere da morire, Vitamì                                                                              |         | N.D.    | N.D.    |         | N.D.    |
| Plug                                 | Charme, Invincibile |         | N.D.    | N.D.    | N.D.    | N.D.    |
| Rhove                                | Avion |         | N.D.    | N.D.    | N.D.    | N.D.    |
| Rkomi                                | Il ritmo delle cose, Dirti no, Partire da te                                                                               | N.D.    | N.D.    | N.D.    | N.D.    |         |
| Rose Villain                         | Click boom!, Come un tuono, Fuorilegge, Victoria's Secret                                                                  | N.D.    | N.D.    |         | N.D.    |         |
| Sabrina Salerno                      | Bollente (con Ludwig), Boys (Summertime Love), Siamo donne                                                                 | N.D.    |         | N.D.    | N.D.    | N.D.    |
| Sangiovanni                          | Luci allo xeno, Veramente, Finiscimi, Farfalle                                                                             | N.D.    | N.D.    |         | N.D.    | N.D.    |
| Sarah Toscano                        | Perfect (con Carl Brave), Taki, Amarcord                                                                                   | N.D.    |         | N.D.    | N.D.    | N.D.    |
| Sayf                                 | Figli dei palazzi, Randa baraonda                                                                                          | N.D.    | N.D.    |         | N.D.    | N.D.    |
| Serena Brancale                      | Serenata (con Alessandra Amoroso), La zia, Anema e core                                                                    |         | N.D.    | N.D.    | N.D.    | N.D.    |
| Settembre                            | Vertebre, Amandoti | N.D.    | N.D.    | N.D.    | N.D.    |         |
| Shablo feat. Joshua, Tormento e Mimì | La mia parola, Spirito libero                                                                                              | N.D.    | N.D.    | N.D.    |         | N.D.    |
| Silent Bob e Sick Budd               | WTF |         | N.D.    | N.D.    | N.D.    | N.D.    |
| SLF                                  | Replay |         | N.D.    | N.D.    | N.D.    | N.D.    |
| Sophie and the Giants                | Shut Up and Dance, We Own the Night, Red Light, Bad Friends                                                                | N.D.    | N.D.    |         | N.D.    | N.D.    |
| Stefano Pitasi                       | Veleno | N.D.    | N.D.    |         | N.D.    |         |
| Tananai                              | Veleno, Booster, Tango, Bella madonnina                                                                                    | N.D.    |         | N.D.    | N.D.    | N.D.    |
| The Kolors                           | Pronto come va, Tu con chi fai l'amore, Un ragazzo una ragazza, Italodisco, Karma                                          | N.D.    |         | N.D.    | N.D.    |         |
| The Wombats                          | My Head Is Not My Friend                                                                                                   | N.D.    |         | N.D.    | N.D.    | N.D.    |
| Trigno                               | D'amore non si muore, Maledetta Milano                                                                                     | N.D.    | N.D.    | N.D.    |         | N.D.    |
| Tropico                              | Si nun me vuò bene cchiù, Perché mi sono innamorato di te , Anima e notte                                                  | N.D.    | N.D.    | N.D.    | N.D.    |         |
| Venerus                              | Ti penso | N.D.    | N.D.    | N.D.    | N.D.    |         |
| Vidaloca                             | DJ set | N.D.    |         |         |         |         |